# 만덕고등학교
만덕고등학교(萬德高等學校)는 대한민국 부산광역시 북구 만덕동에 있는 공립 고등학교이다.

## 학교 연혁
- 1999년 12월 30일 : 만덕고등학교 설립인가(1학년 10학급, 2학년 12학급, 완성학급 30학급)
- 2002년 3월 1일 : 초대 이춘근 교장 취임
- 2002년 3월 5일 : 만덕고등학교 개교 및 제1회 입학식(424명 입학)
- 2005년 2월 18일 : 제1회 졸업식(415명 졸업)
- 2011년 3월 1일 : 교육과학기술부 지정 '사교육 절감형 창의경영학교'
- 2011년 7월 25일 : 교육과학기술부 지정 '과목 중점형 교과교실제'
- 2014년 3월 4일 : 부산광역시교육청 지정 정책 연구학교(교무업무효율화를 통한 일반고 역량 강화)
- 2014년 11월 20일 : 부산광역시교육청 지정 '부산혁신학교'
- 2020년 10월 19일 : 자율학교(미래형 다행복학교) 지정(2021.3.~2025.2)
- 2020년 12월 12일 : 부산광역시 교육청 고교학점제 선도학교 지정(2021~)
- 2022년 9월 1일 : 제9대 황선영 교장 취임
- 2023년 12월 28일 : 제20회 졸업식(170명 졸업, 누계 6,350명)
- 2024년 3월 4일 : 제23회 입학식(175명)

## 참고 자료
- 만덕고등학교 - 한국교육학술정보원 학교알리미